# Draken (biograf, Göteborg)
Draken är en biograf belägen i Folkets hus vid Järntorget och Heurlins plats i Göteborg. Premiären skedde den 26 april 1956, och reguljära visningar upphörde i maj 1995. Draken är huvudbiograf och festivalcentrum vid den årliga Göteborg Film Festival och står tillsammans med ett antal andra biografer för visningen av festivalens filmer. Biografen ägs idag av organisationen Folkets Hus och Parker och används endast undantagsvis för visning av kommersiell film.
Biografens 20 meter breda duk är bland Sveriges bredaste och den totala ytan är 102 kvadratmeter. Utrustningen är avpassad för att kunna visa bredbildsformatet Cinemascope med 70 millimeters film. Andra format som kan visas är 16 mm och 35 mm. Draken har behållit sina ursprungliga 713 platser, uppdelade på 27 rader.
I början av 1995 beslöt sig Svensk Filmindustri för att lägga ner biografen. En gemensam aktion av Göteborg Film Festival, Göteborgsposten, Göteborgs kommun samt 713 privatpersoner, som för 1 000 kronor köpte var sin stol i salongen, räddade biografen som sedan drevs av Drakens Vänner och fungerade som fast punkt för Göteborg Filmfestival, Cinemateket och Föreningen Ny Film. Biografen drivs nu av Folkets Hus Göteborg.

## Byggnaden
Efter att Järntorget 18 april 1935 hade drabbats av en större eldsvåda, av det så kallade möbelkvarteret, frigjordes den plats där senare Folkets hus-byggnaden skulle uppföras. 
Biografen ligger inrymd i en lägre tillbyggnad till det nio våningar höga Folkets hus vilken ritades av arkitekten Nils Einar Eriksson och invigdes 8 februari 1952. Den lägre tillbyggnad mot öst som innehåller biografen Draken och dansrestaurangen Vågen tillkom 1955. Denna del uppfördes i fem våningsplan och knöts ihop med de övriga byggnaderna genom en låg glasad biografentré. Drakens lokaler byggdes om inför öppnandet 26 april 1956.
Länsstyrelsen i Västra Götalands län anser att Draken är av byggnadsminnesklass, men fastighetens ägare Folkets hus har motsatt sig detta.

## 1950-talet

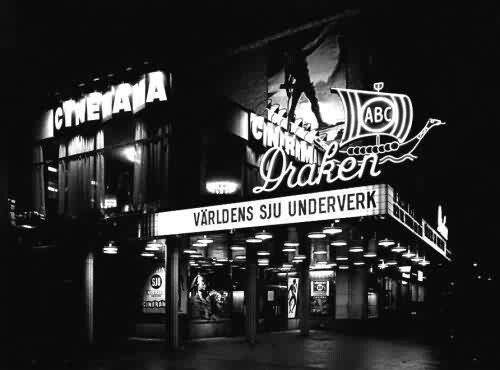
Draken 1960

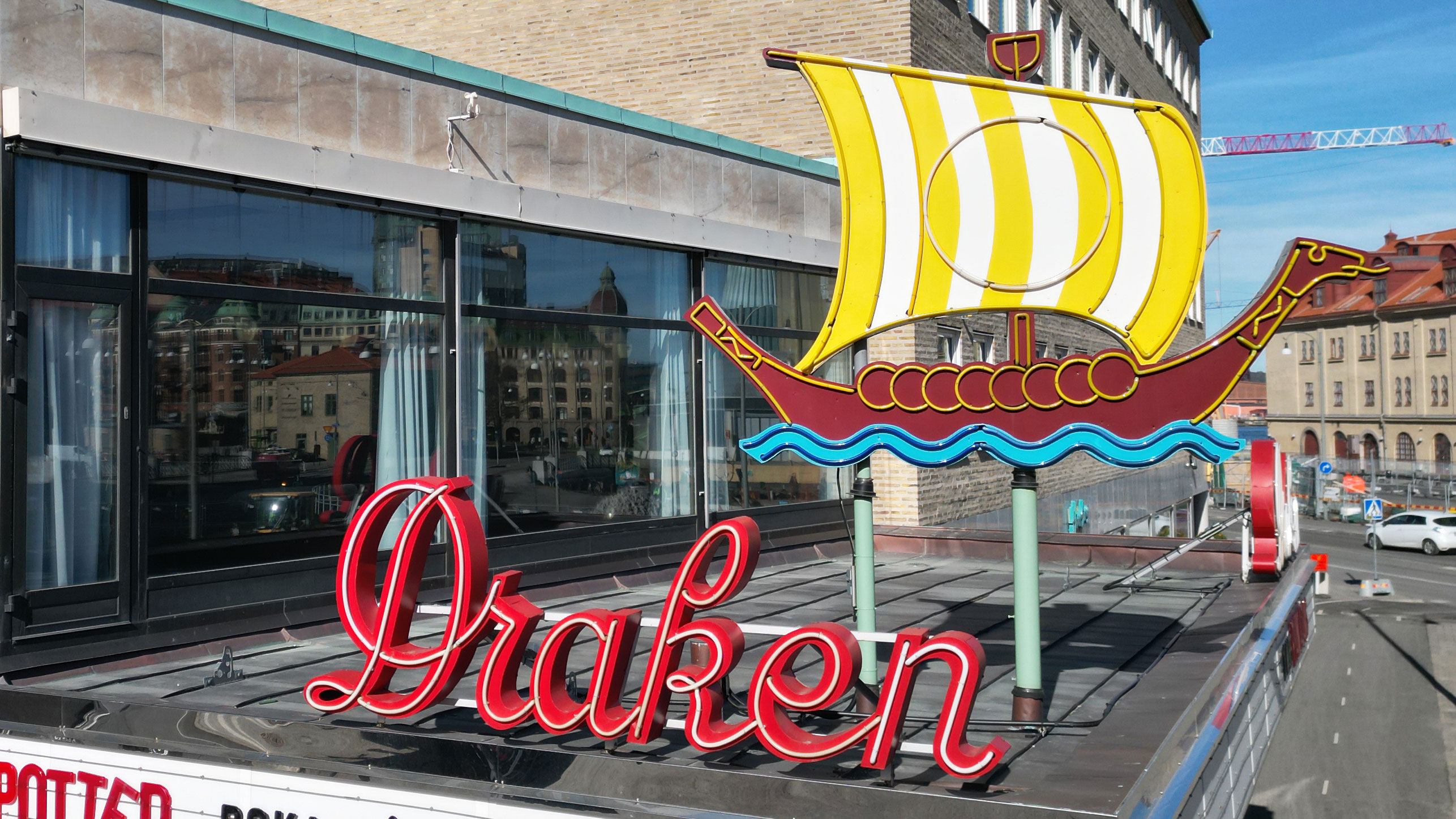
Vikingaskeppet i neon.

I Cosmoramas regi byggdes biografen Draken och stod klar för invigning den 26 april 1956. Det blev den andra biografen i Sverige som kunde visa det då nya breda Cinerama-formatet. Cosmoramabolaget drev redan tidigare en biograf – Nya Teatern – i de gamla Folkets Huslokalerna vid Järntorget.
Drakens entré fick ett baldakintak som är uppburet av fyra kolonner. På baldakintaket syns en skylt i form av ett vikingaskepp i neon samt med namnet "Draken", vilken var designad av konstnären Gunnar Erik Ström. Biografens foajé, vilken är i två våningar, var synliga genom den uppglasade fasaden. Filmduken var 12,6 meter bred och ridån som också var prydd med ett vikingaskepp var också det designat av G. E. Ström. Ludde Gentzel höll ett invigningstal som var komponerat av Uno Asplund. Premiärfilmen var den italienska filmen "Förlorad kontinent" och den första filmen som senare visades i cineramaformat blev Världens sju underverk.

### Inredning
Biljettkontoret i mahogny, på första våning, inleder ett tema med ädelträ på väggarna. I väggarna finns inbyggda affischkabinett och en konvex träklocka. Golvet är belagt med Ekebergsmarmor i en dov gul/vit ton. Väggen mot bions salong är klädd med gråbrun italiensk marmor (Lidomarmor) och dubbeldörrarna in till salongen är av mahogny från Honduras.
En bred trappa leder upp till lobbyn som har ett rutmönstrat linoleumgolv med ungefär en meter stora röda kvadrater på en grå botten. De långa sofforna i lobbyn kommer från NK och det sitter tidstypiska nakna klotformade lampor i taket.
Salongen domineras av 742 marinblå biostolar med manchester-klädsel, uppdelade i 27 rader, i en svag radie och i lutning ned mot den 12,6 meter breda duken, vars ridå är prydd med två vikingaskepp. Väggarna, som är förhållandevis höga och lutar högre upp mjukt inåt mot lokalen, är också klädda med cellulosalackerad mahogny från Honduras och upptar en yta av cirka 1 000 kvadratmeter. Panelen levererades från Åmans snickerifabrik i Åhus, och var hämtad från en enda stock.
Den bakre väggen lutar skarpt inåt lokalen av akustiska skäl och möter taket som är mörkblått och har dolda ljuskällor. Lokalen ger i stort genom sin strömlinjeformade utseende en association till sjöfarten liksom även namnet 'Draken'. Vid denna tid finns också andra biografnamn, vid Stigbergstorget i närheten, med namn som Kaparen och Fyren.
Ridåns mönster målades för hand av Ljungbergs Textiltryck AB under ledning av konstnären Einar Ljungberg. För designen svarade Gunnar Erik Ström.

## 1960-talet
Bion byggdes om för att kunna visa Cinerama i december 1960, då de främre utgångarna flyttades längre bak och scenen breddades från 13 meter till över 20 meter. Ridån breddades samtidigt med en modifierad röd ridå från den nu nedlagda biografen Victoria (Kungsgatan 46) och utrustningen för visning av 70 mm film i bredformatet Todd-AO installerades 1 augusti 1966.

### Cinerama
Det nya bredbildsformatet Cinerama visades första gången i Göteborg då Draken hade fått den drygt 20 meter breda duk där tre synkroniserade 35 mm filmprojektorer gav en bild med höjdförhållandet 2,60:1, (alltså 2,6 gånger så bred som hög).
Den första filmen i Cinerama visades den 14 december 1960 och hette på svenska "Världens sju underverk" (eng: "The Seven Wonders of the World"). Bara två andra biografer i Sverige kunde visa Cinerama och det var det nu nedlagda "Vinterpalatset" i Stockholm samt Royal i Malmö. Andra biografer, som till exempel Palladium i Göteborg, kunde visa Cinemiracle, som var en variant av Cinerama. Premiärfilmen var de Louis de Rochemonts Windjammer, den 12 juli 1960. Filmen visades under 18 veckor, och efter det kom aldrig mer någon Cinemiracle-film till Göteborg.
Formatet Cinerama var tänkt att utgöra biografernas konkurrensmedel gentemot televisionen, men formatet varade inte länge. Systemet var tekniskt otympligt och dyrt och det blev bara totalt nio Cineramafilmer som visades på Draken.

### 70 mm
Under 1966 blev Draken utrustad för det 70 mm bredformat som fortfarande kan visas. De två projektorer som installerades var av märket Zeiss Favorit 70 och den projicerade bilden blev cirka 7x15 meter. Den först visade filmen med detta format blev "Operation Crossbow", som var producerad av Metro-Goldwyn-Mayer. Efter denna första film kom det en rad storfilmer i 70 mm, av vilka exempelvis "Dr Zjivago" visades i över ett år.
Xenon-lamporna på 2,5 kW i Zeiss-projektorerna, som drog cirka 85 ampere, var ändå inte helt avpassade för dukens storlek. Behovet av starkare lampor förstärktes av att antalet filmer som släpptes i 70 mm minskade och samma utrustning användes vid visning av det mindre filmformatet 35 mm, som med anamorphisk teknik visades med samma bildbredd.

## 1970-talet

### Nya Xenonlampor
1976 byts 2,5 kW Xenon-lamporna i projektorerna ut till nya starkare Xenon-lampor på 4 kW. Strömbehovet till de lamporna ligger på cirka 130 ampere, och dessa lampor kunde avge ett fullgott ljus för visningen.

### Dolby Stereo
Det var inte bara filmbredden som utvecklades på 1970-talet, utan även ljudet blev uppgraderat till en jämförbar nivå genom att den nu nya Dolby Stereo-tekniken installeras. Ljudkvalitén och brusreduceringen blir genom Dolby B-tekniken avpassad till tidens höjda ljudkrav.
Före Dolbys genomslag hade Draken ett kort tag ett ungerskt "no-name" 2-kanalsystem, helt utan brusreducering. Smeknamnet blev gulash-stereo och systemet, från 1978, finns bevarat i fungerande skick.
Under oktober 1979 blev därför Drakens ljud väsentligt uppgraderat genom Dolby-systemet kombinerat med nya högtalare i salongen. Den första Dolbyfilmen som visades på Draken blev Alien av Ridley Scott, dock presenterad i det mindre formatet 35 mm Panavision.

## 1980-talet

### Basljud
Vid tiden för den andra filmen i Star Wars-serien 1980 blev ljudet åter uppgraderat genom nya speciella sub-bashögtalare. Detta var ett par år innan Dolby hade en färdig lösning att leverera och bashögtalarna hade en egen förstärkare som kunde separera de lägsta bastonerna. För att undvika spänningsfall och störningar byttes samtliga högtalarkablar ut till nya avpassade kablar med lägre resistans. En högtalarlåda byggdes bakom scenen som fodrades med ett ridåtyg för att ytterligare höja den akustika nivån. Den anpassade konstruktion utfördes av Stefan Sjöman, från det numera nedlagda Göteborgsbaserade serviceföretaget Cinema Electronics.
Samma företag gjorde två år senare en uppgradering för att kunna visa 70 mm film med Dolby Stereo då Steven Spielbergs film Poltergeist visades 1982.
Under 1988 utnämndes Draken till huvudbiograf av Göteborg Film Festival och för att möta nya önskemål installerades en 16 mm:s högkvalitativ Bauer Selecton dual band studioprojektor, vilket därmed gjorde det möjligt att visa filmer i alla aktuella format.

## 1990-talet
Under 1990 visades den första filmen inspelad med Dolby SR/Spectral recording, vilken var Jakten på Röd Oktober med Sean Connery i huvudrollen. Under sommaren 1991 ersattes de gamla stolarna med nya röda.
Efter att festivalbehovet hade uppmärksammats, blev den nu fyra år gamla 16 mm:s projektorn konverterad för att kunna visa super-16. Formatet är främst använd som en lågbudgetvariant att förstora till 35 mm (1,66:1).

### Räddningen
I öppningstalet till 1995 års festival i januari meddelades att Draken, ägd och driven av Svensk Filmindustri, skulle läggas ned under den kommande sommaren. SF var villig att låta biografen övertas av Göteborg Film Festival och den senaste, största enskilda kostnaden SF hade haft var de nya stolarna, vilka dock skulle kunna flyttas till någon annan biograf. En räddningsförslag framfördes till åhörarna som gick ut på att insamla medel att köpa stolarna och rädda biografen. Det blev en framgångsrik aktion och stolarna, liksom andra inredningsdetaljer, blev symboliskt sålda för 1 000 kronor per styck. Den kände regissören Ingmar Bergman var en av dem som köpte en stol och därigenom bidrog till Drakens räddning. Övriga intressenter som bidrog var Göteborgs-Posten och Göteborgs kommun. Som tack märktes de 713 stolarna med namn på köparna.

### Folkets hus
Mellan åren 1995 och 1999 var biografen en festivalbiograf och tjänstgjorde utöver detta som visningslokal för Svenska Filminstitutets räkning samt för speciella riktade evenemang för invigningar, skolor och förhandsvisningar.
På grund av de kostnader som en sådan stor och krävande biograf medför utan att visa kommersiell film, tog folkrörelseorganisationen Folkets Hus och Parker över det ekonomiska ansvaret i juli 1999, med fokus och målsättning att använda lokalerna till kommersiell konferensverksamhet och evenemang.

## Draken idag

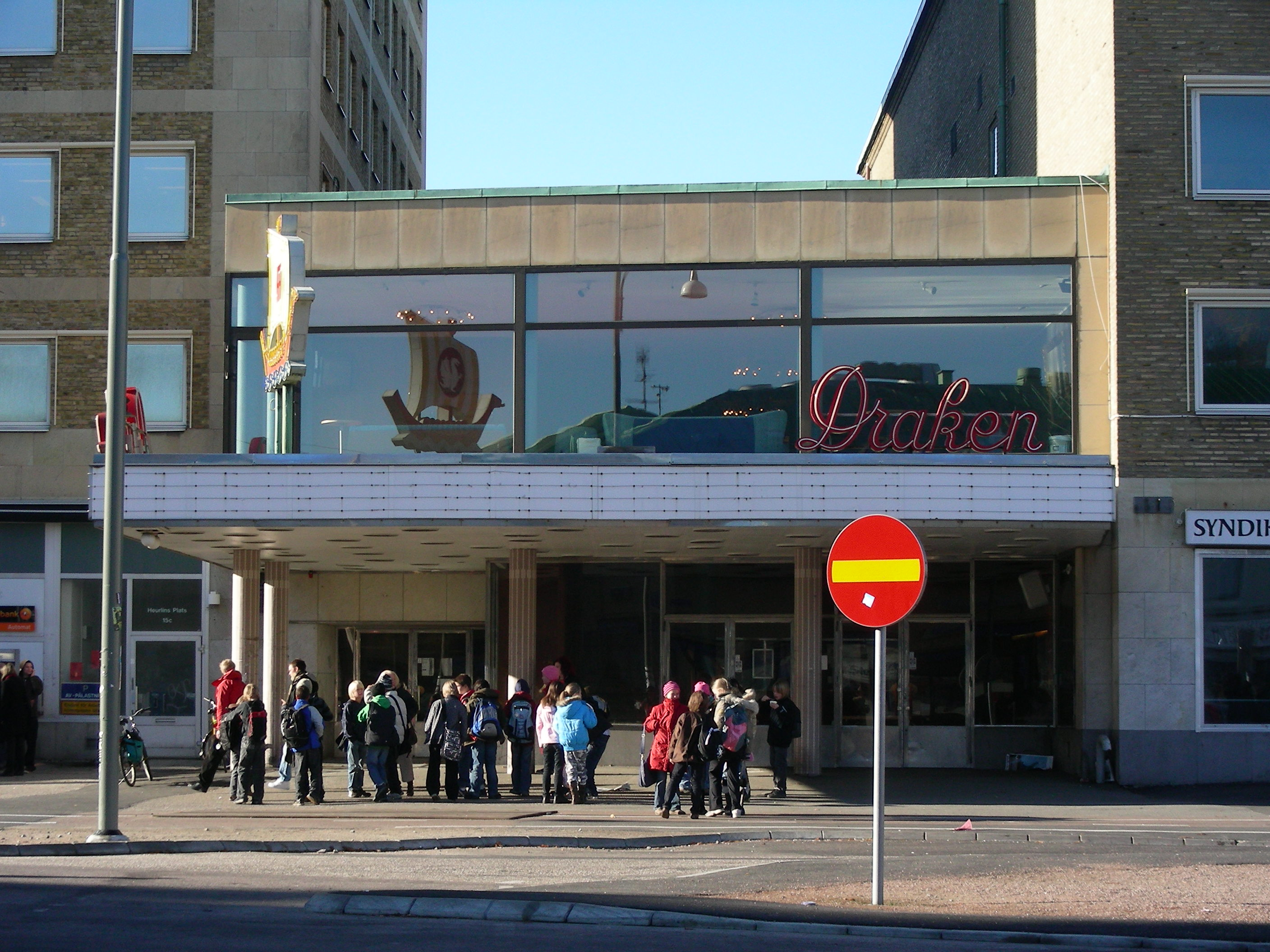
Skolklass utanför Draken.

Trots att det numera inte visas kommersiella storfilmer från exempelvis  Sandrews på Draken, är det dock tekniskt möjligt. Större singelbiografer som Draken är ovanliga. Utvecklingen går mot mindre salonger som är lättare att driva ekonomiskt. 2015 renoverades salongen och stolarna kläddes om, därmed försvann namnskyltarna från 90-talet.
- Drakens visningsmiljö är numera rullstols- och permobilanpassad.[24]
- Länk till ritning över Drakens lokaler.[25]
- Länk till video från Draken.[26]

### Dagens teknik
Även de relativt nya ägarna har investerat i dagens bild och digitala ljudteknik. Möjligheten att visa 70 mm film kvarstår. 

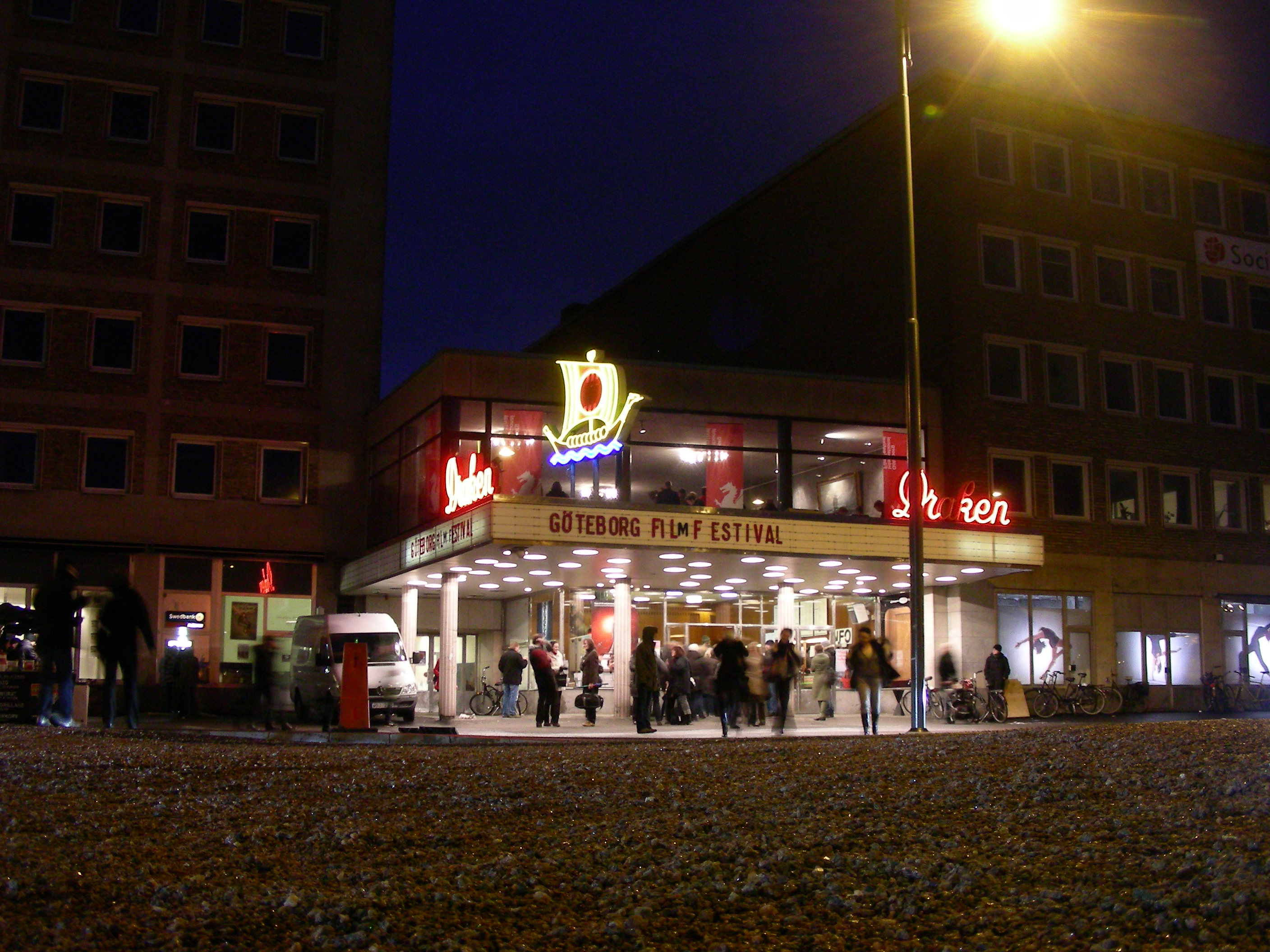
Draken, under Göteborg International Film Festival 2008

Hjärtat i dagens ljudteknik är en Dolby CP500-processor med ett aktivt delningsfilter för scenkanaler och två digitala Cat 701-läsare för projektorerna placerade rakt ovanför tonhuvuden för det magnetiska ljudet för 35 mm och 70 mm. Det magnetiska ljudet går vidare genom en förförstärkarenhet (Dolby MPU-enhet). Lyssnarljudet bärs sedan ut av fem effektförstärkare för vänster, mitten och höger kanal samt två sub-baskanaler. Surroundhögtalarna drivs av fyra effektförstärkare, två för var sida. Den behandlade ljudmattan överförs av tre scenhögtalare och fyra sub-bashögtalare. Surroundeffekten sköts genom sexton stycken mindre högtalare, som är monterade på auditoriets sidor.

### Festivalcenter
Draken är Göteborgs filmfestivals huvudbiograf och festivalcenter. I anslutning till Draken finns också festivalkontoret och i Drakens foajé återfinns huvudkassan och caféet. I Drakens närhet finns flera andra större visningslokaler som: Folkteatern (Folkan) med 400 platser, Pustervik med 240 platser, Hagabion med 121 + 58 platser och Capitol med 206 platser.